# Melochia argentina
Melochia argentina là một loài thực vật có hoa trong họ Cẩm quỳ. Loài này được R.E. Fr. mô tả khoa học đầu tiên năm 1913.